# 王翊 (宋朝)
王翊（？—1237年），字公辅，南宋成都府郫县人。
王翊年轻时入吴曦幕府，宋宁宗开禧二年（1206年），吴曦以叛南宋降金朝。王翊陈大义，抗节不拜，被吴曦所囚，吴曦被杀后获释。宋理宗宝庆元年（1226年）中进士。嘉熙元年（1237年），制置使丁黼辟为参议官，赴职前归故里，做文章诀别祖先之墓，立誓以身报国。蒙古军来侵攻宋朝，丁黼仓卒迎战，战败身死。王翊誓以身报国，与司理王璨等募兵抵御，最终战败，穿着朝服投井而死。